# Assemblea de les Regions d'Europa
L'Assemblea de les Regions d'Europa (ARE) és la major xarxa independent de regions en Europa. Reuneix més de 270 regions de 33 països i a 13 organitzacions interregionals, i és la veu política dels seus membres a més de forum per a la cooperació interregional.

## Història
El 15 de juny de 1985, a Louvain-la-Neuve (Brabant Való), 47 Regions i 9 organitzacions interregionals creen el Consell de les Regions d'Europa (CRE) que es convertirà en l'Assemblea de les Regions d'Europa en el novembre de 1987 durant la secunda reunió general de les Regions d'Europa que va tenir lloc à Brussel·les.

## Definició deregió
Segons els estatuts de l'Assemblea de les Regions d'Europa (ARE), el terme regió engloba, en principi, tot Ens Públic territorial de nivell immediatament inferior a l'Estat, dotat d'autogovern polític.

## Òrgans de decisió

### L'Assemblea General
L'Assemblea General reuneix els més alts representants polítics de totes les regions membres. Estableix l'estratègia política de l'ARE, dona el vistiplau als comptes de l'any precedent, pren decisions sobre la creació de Comissions o assignacions específiques, ratifica l'acceptació dels nous membres, etc. tria el President de l'ARE, els membres de l'Oficina Política i el Secretari General.

### El Buró Polític
Executa les decisions de l'Assemblea General, pren les decisions necessàries en l'interval comprès entre les Assemblees Generals i coordina les activitats de les Comissions de l'ARE. Es reuneix almenys dues vegades cada any. Els seus membres són escollits per l'Assemblea General a partir de les propostes de la regions membres i tenen un mandat de dos anys. El Buró Polític comprèn almenys un representant regional per cada Estat representat en el si de l'ARE. Dos comitès permanents depenen directament d'aquest organisme :
- Comitè Permanent Afers Institucionals encarregat de sostenir els principis de subsidiarietat, bon govern i democràcia regional
- Comitè Permanent Seguiment i Avaluació encarregat de sostenir i avaluar la realització de les prioritats establertes en el pla estratègic.

### La Presidència
La Presidència està composta pel President, dos Vicepresidents i el Vicepresident Tresorer, així com pels Presidents de les Comissions de l'ARE. Durant l'interval comprès entre les reunions del Buró Polític, la Presidència, per delegació, pot prendre decisions que hauran de ser ratificades pel següent buró polític.

## Estructura de les Comissions

### Comissió 1: Economia i Desenvolupament Regional
Economia regional i desenvolupament, ocupació i societat del coneixement, medi ambient, energia, desenvolupament rural, agricultura i infraestructures i turisme

### Comissió 2: Política Social i Salut Pública
Polítiques socials, paritat d'oportunitats i igualtat de gènere, demografia, salut pública i plànols d'emergència

### Comissió 3: Cultura, Educació i Joventut
Cultura i educació, joventut, mitjans de comunicació i tecnologia de la informació, cooperació internacional i interregional.

### Sub-comitès
Els Presidents de les Comissions i dels Comitès Permanents poden crear els sub-comitès necessaris per al bon funcionament de les comissions per un interval mínim de dos anus.

### Grups de treball
Es tracta d'organismes temporals, creats ad hoc per intentar resoldre les noves problemàtiques sorgides durant els activitats de les comissions.

## Programes

### Eurodisea
Programa interregional que promou la formació professional i la mobilitat dels joves d'arreu d'Europa.

### Universitat d'Estiu
Fòrum anual dedicat a problemàtiques rellevants en l'àmbit del desenvolupament regional

### Universitat d'Estiu dels Joves
Fòrum anual dirigit a ampliar el paper dels joves i sostenir la seva implicació en les polítiques regionals i en la vida pública.

## El moviment «Subsidiarietat és una paraula» de l'ARE
Per a l'ARE, el respecte del principi de subsidiarietat comença amb el reconeixement de la paraula, i aquest reconeixement comença amb el moviment «Subsidiarietat és una paraula». Des del seu llançament al maig del 2008, el moviment ve demanant el reconeixement de la paraula en els diccionaris i en el corrector de Microsoft Word. Des de llavors, molts diccionaris europeus han reconegut la paraula, no obstant això, suposa un notable obstacle al reconeixement la Corporació Microsoft, que contínua ignorant les peticions de l'ARE.
Un canal en YouTube i el grup «Subsidiarity is a word» a Facebook mostren les accions del portaveu del moviment, Subsidiarity man. Fins ara, el «superheroi» ha intentat escalar un edifici a Brussel·les, acte pel qual va ser arrestat a causa d'un malentès amb la policia belga (un “arrest administratiu”, sense cap càrrec), ha aconseguit un rècord mundial a “la major quantitat de persones entonant la paraula ‘subsidiarietat’”, i ha hagut de ser hospitalitzat després d'haver participat en la competició de salt des del famós Pont Vell de Mostar (Bòsnia i Hercegovina).

## Presidnts
- Edgar Faure - Franche-Comté - 1985–1988
- Carlo Bernini - Veneto - 1988–1992
- Jordi Pujol - Catalunya - 1992-1996
- Luc Van den Brande - Flanders - 1996–2000
- Liese Prokop - Lower Austria - 2000–2004
- Riccardo Illy - Friuli-Venezia-Giulia - 2004–2008
- Michèle Sabban - Île-de-France - 2008–2013
- Hande Özsan Bozatlı - Istanbul - 2013–2017
- Magnus Berntsson - Västra Götaland - 2017–2023
- Albert Castellanos - 2023–present